# Marie Auguste Rivière
Auguste Rivière (8 de enero de 1821 - 14 de abril de 1877) fue un botánico francés que publicó abundantemente sobre la familia de las poáceas.

## Algunas publicaciones
- Observations sur la fécondation et la germination des orchidées, à l'occasion d'un loelia hybride présenté en fleurs, le 24 août 1865, par M. Aug. Rivière, 1866.

- Les Fougères, 1867 (con otros autores)

- Catalogue des végétaux et graines disponibles et mis en vente au Jardin d'essai (au Hamma, près Alger, Algérie), 1869.

- Le Jardin du Hamma et la Société générale algérienne, 1872.

- Les bambous : végétation, culture, multiplication en Europe, en Algérie et généralement dans tout le bassin méditerranéen nord de l'Afrique, Maroc, Tunisie, Egypte, 1878.[1]
- La abreviatura «Rivière» se emplea para indicar a Marie Auguste Rivière como autoridad en la descripción y clasificación científica de los vegetales.[2]